# Acide fluorhydrique
L’acide fluorhydrique est une solution aqueuse, très corrosive et toxique, de fluorure d'hydrogène. 

## Dans la nature et l'environnement industriel
Sous forme d'aérosol, c'est un polluant de l'air qui a aujourd'hui principalement des origines industrielles. Périodiquement, il a des origines volcaniques ; il peut alors être émis de manière massive, par exemple lors de la grande éruption de la fissure du Lakagigar (ou Laki), durant 8 mois environ, en Islande, en 1783) ; Cet évènement a tué directement ou indirectement près de 20 % des islandais. Cette surmortalité, notamment documentée par les registres paroissiaux, est principalement attribués à la famine (induite par l’empoisonnement du bétail au fluor et les pertes de cultures) et à des maladies contagieuses. Steingrímsson, un pasteur local ayant vécu l'évènement écrivait en 1788 : « il tomba du ciel plus de poison que les mots ne peuvent le décrire ». Dans les années 1990, après avoir constaté que les registres paroissiaux anglais et français montraient une surmortalité significative à la fin de l'été 1783 et l'hiver suivant, Grattan et ses collègues ont suggéré, comme cause première ou secondaire une pollution de l'air venue d'Islande (Grattan
et al., 2003, 2005).  L'hypothèse d'un empoisonnement direct des humains par le fluor (fluorose) a été étudié dans ce contexte (pluies acides et retombées de fluor déportées dans toute l'Europe et dans tout l'hémisphère nord). Cette hypothèse est encore discutée, insuffisamment étayée par des preuves solides selon une prépublication de Claudia Elisabeth Wieners et Guðmundur Hálfdanarson en 2023 « le moment et les concentrations estimées de la pollution atmosphérique ne correspondent pas à la surmortalité observée, et les symptômes observés et l’absorption humaine estimée de fluor ne suggèrent pas une fluorose à grande échelle chez l’homme ».)

## Description
Le fluorure d'hydrogène pur est souvent appelé acide fluorhydrique anhydre. L'acide fluorhydrique est un acide faible en solution aqueuse diluée. En effet, bien que l'acide se dissocie totalement en solution aqueuse, c'est-à-dire qu'il y a formation d'ions H3O+ et F−, les ions fluor sont tellement électronégatifs qu'ils vont se lier très fortement aux ions hydronium (H3O+) formés, les rendant par le fait même inactifs, car très stables,
HF + H2O{\displaystyle \rightleftharpoons } H3O+•••F−
où les deux espèces résultantes (produits) sont fortement liées par une liaison ionique entre l'ion fluorure très électronégatif et l'ion hydronium.
L'acide fluorhydrique est l'un des rares liquides connus capables de dissoudre le silicium et le verre (constitué principalement de silice) :
SiO2(s) + 6 HF(aq) → H2[SiF6](aq) + 2 H2O(l).
En conséquence, il doit être stocké dans des récipients en plastique, et préférentiellement dans des récipients en polymères fluorés (polytétrafluoroéthylène — le polyéthylène et le polystyrène ne résistent qu'aux solutions aqueuses diluées). L'acide fluorhydrique a la propriété unique de pouvoir dissoudre presque tous les oxydes minéraux, ainsi que la plupart des métaux (seuls le platine, l'or, l'argent et le mercure ne sont pas attaqués). Dans le corps humain, il réagit avec le calcium et le magnésium et peut endommager les nerfs, les os et plusieurs organes parmi lesquels le cœur et les reins.

## Acidité
Contrairement aux acides chlorhydrique, bromhydrique et iodhydrique, l'acide fluorhydrique n'est qu'un acide faible en solution aqueuse diluée. Cette faiblesse est en partie conséquence de la force de la liaison hydrogène-fluor et d'autres facteurs tels la tendance de HF, de H2O, et des anions F− de former des agrégats atomiques. Aux concentrations élevées, des molécules de HF subissent l'homoassociation pour former des ions polyatomiques tels que le bifluorure, HF2− et les protons, ce qui augmente beaucoup l'acidité. Les solutions d'acide fluorhydrique sont alors assez fortes pour effectuer la protonation des acides très forts tels l'acide chlorhydrique, l'acide sulfurique et l'acide nitrique. Bien que l'acide fluorhydrique hydraté soit considéré comme un acide faible, il est très corrosif, et attaque le verre.
L'acidité des solutions de l'acide fluorhydrique dépend de la concentration à cause des liaisons hydrogène formées par l'ion fluorure. Les solutions diluées sont faiblement acides avec une constante d'acidité Ka de 6,6 × 10−4 (ou pKa de 3,18), contrairement aux solutions diluées des autres halogénures d'hydrogène qui sont des acides forts (pKa négatif). Mais les solutions concentrées du fluorure d'hydrogène sont beaucoup plus fortement acides que cette valeur l'implique, comme le montrent des mesures de l'échelle d'acidité de Hammett, dit « pH équivalent ». Le H0 pour le HF 100 % est estimé entre −10,2 et −11, ce qui est comparable à la valeur −12 de l'acide sulfurique,.
Les solutions de HF sont très non-idéales, et l'activité chimique de HF augmente beaucoup plus vite que sa concentration. L'acidité faible en solution diluée peut être attribuée à la grande énergie de liaison H-F, qui combine avec l'enthalpie de solution élevée de HF pour l'emporter sur l'enthalpie d'hydratation de l'ion fluorure. Paul-Antoine Giguère et Sylvia Turrell, ont démontré à l'aide de la spectroscopie infrarouge que l'espèce soluté prédominant en solution diluée est la paire d'ions H3O+•••F−, liée par une liaison hydrogène.
H2O + HF {\displaystyle \rightleftharpoons } H3O+•••F−
Lorsque la concentration de HF augmente, la concentration de l'ion bifluorure (ou hydrogénodifluorure) augmente aussi. Il est formé par la réaction 
3 HF {\displaystyle \rightleftharpoons } HF2− + H2F+
qui consiste en deux étapes : l'autoprotolyse ou transfert de H+ entre deux molécules identiques
2 HF {\displaystyle \rightleftharpoons } H2F+ + F−
suivie par l'homoassociation qui est l'association entre un acide et sa propre base conjuguée
HF + F− {\displaystyle \rightleftharpoons } HF2−.
Ici la formation de l'anion bifluorure à la deuxième étape favorise l'ionisation du HF à la première étape en stabilisant le F−.

## Fabrication
À l'échelle industrielle, l'acide fluorhydrique est produit à partir de la fluorine (minéral connu également sous le nom de « fluorure de calcium », de formule chimique CaF2) et d'acide sulfurique concentré. Lorsque ces deux composés sont mélangés à 250 °C, ils réagissent pour former du fluorure d'hydrogène selon la réaction :
CaF2 + H2SO4 → 2 HF + CaSO4.
La vapeur produite par cette réaction est constituée d'un mélange de fluorure d'hydrogène, d'acide sulfurique et de faibles quantités d'autres produits secondaires, desquels le fluorure d'hydrogène est isolé par distillation.

## Utilisation
Du fait de sa capacité à réagir avec les oxydes, l'acide fluorhydrique est un réactif important dans les procédés de purification de l'aluminium et de l'uranium. Il est également utilisé pour attaquer le verre, pour éliminer les oxydes de surface du silicium dans l'industrie des semi-conducteurs, comme catalyseur des réactions d'alkylation de l'isobutane et du butène dans le raffinage du pétrole et pour éliminer des impuretés oxydées de l'acier inoxydable.
Il est employé dans le cycle du combustible nucléaire pour la conversion de l'uranium en hexafluorure d'uranium UF6 pour procéder à l'enrichissement.
Il est également utilisé lors de la synthèse de nombreux composés organiques contenant du fluor, parmi lesquels le Téflon et les gaz utilisés en réfrigération comme le Fréon.
Il peut être utilisé pour effectuer le mordançage acide des reconstitutions prothétiques tout céramique en dentisterie, ce qui a pour effet de faciliter leur collage.

## Sécurité

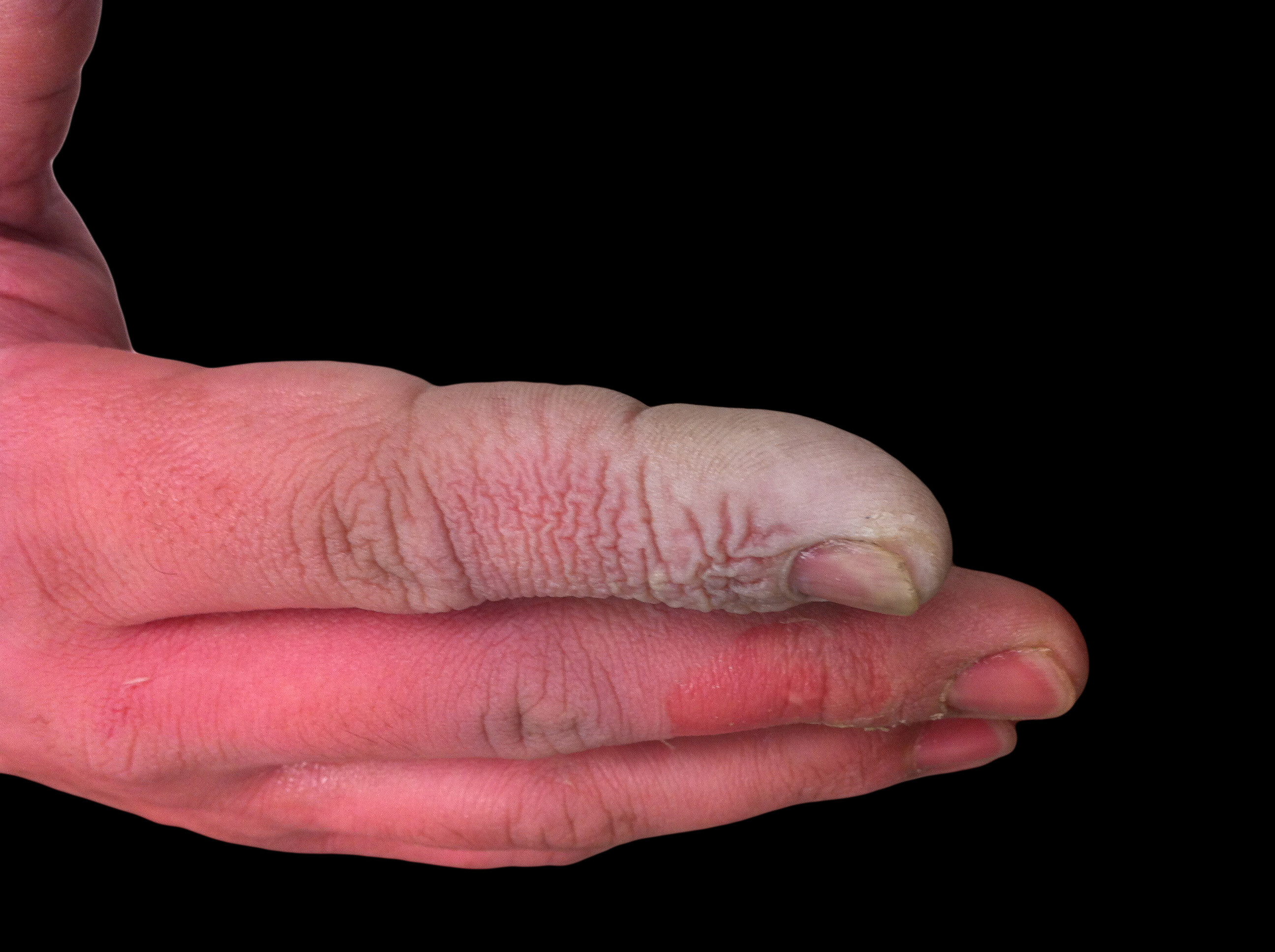
Brûlure à l'acide fluorhydrique sur un index.

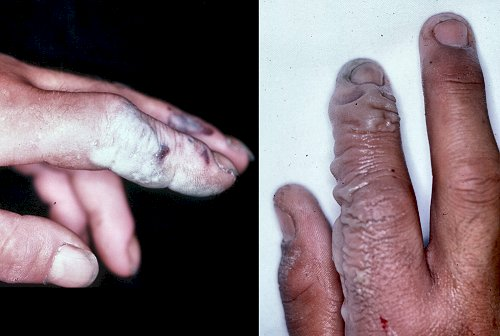
Brûlures à l'acide fluorhydrique sur deux index, un jour après.

Ce composé est extrêmement toxique. Dans le corps humain, l'acide fluorhydrique réagit avec les ions calcium et magnésium et provoque leur complexation, ce qui les rend inactifs et les sort de leur cycle biologique. Ces ions minéraux ne sont donc plus disponibles pour accomplir leurs rôles biologiques.
Il peut endommager les organes dont le bon fonctionnement dépend de ces ions. L'exposition cutanée à cet acide n'est douloureuse immédiatement qu'en cas de solutions concentrées. Les symptômes peuvent n'apparaître qu'après plusieurs minutes voire plusieurs heures, lorsque l'acide commence à réagir avec le calcium des os. En cas d'exposition massive, des complications graves, voire mortelles, peuvent survenir à la suite de l'hypocalcémie.
En cas d'exposition cutanée, le traitement initial de référence  est celui d'une brûlure chimique et consiste en un lavage à grande eau pendant quinze minutes. D'autres protocoles peuvent également être utilisés, notamment en cas de projections oculaires. Le traitement spécifique cutané repose sur l'application d'un gel de gluconate de calcium sur la partie du corps exposée. Dans tous les cas, une consultation médicale immédiate est nécessaire.

Voir aussi Hexafluorine.
L'acide fluorhydrique doit être manipulé avec d'importantes précautions, au-delà de ce qui est nécessaire pour d'autres acides comme l'acide chlorhydrique ou l'acide sulfurique.

## Référence ONU pour le transport de matières dangereuses
Classe : 8

Numéro ONU : 1790

Trois appellations en fonction de la concentration :
- acide fluorhydrique contenant plus de 85 % de fluorure d’hydrogène ;
- acide fluorhydrique contenant entre 60 % et 85 % de fluorure d’hydrogène ;
- acide fluorhydrique contenant au plus 60 % de fluorure d’hydrogène.

Lorsqu'il est transporté liquéfié (anhydre), le code ONU est 1052.

231-634-8 Étiquetage CE.